# جوزيه فاسكيز
جوزيه فاسكيز (بالإنجليزية: Jose Vasquez)‏ هو لاعب كرة قدم أمريكي في مركز الدفاع، ولد في 20 مارس 1969 في ولاية خاليسكو في المكسيك. لعب مع لوس أنجلوس غلاكسي ونادي أطلس ونادي غوادالاخارا.

## وصلات خارجية
- جوزيه فاسكيز على موقع الدوري الأمريكي (الإنجليزية)
- جوزيه فاسكيز على موقع قاعدة بيانات كرة القدم.إي يو (الإنجليزية)